# قائمة الكاتبات الجزائريات
قائمة الكاتبات الجزائريات (بالإنجليزية: List of Algerian women writers) هي قائمة بالكاتبات اللاتي ولدن في الجزائر أو ترتبط كتاباتهن ارتباطًا وثيقًا بهذا البلد.

### أ
- أحلام مستغانمي[1] (مواليد 1953)، شاعرة وروائية، وأكثر كاتبة باللغة العربية قراءةً
- آسيا جبار[2] (1936–2015)، روائية، مترجمة، مخرجة أفلام.
- آنا غريكي[3] (1931–1966)، شاعرة

### ب
- بيرت بينيشو أبو لكير[4] (1888-1942)، أول امرأة يهودية تُنشر أعمالها في الجزائر

### ج
- جانيت لشمت[5] (مواليد 1948)، روائية وممثلة
- جميلة دباش[6] (1926–2010)، روائية وصحفية

### خ
- خديجة بن قنة[7] (مواليد 1965)، صحفية ومقدمة برامج في قناة الجزيرة

### ر
- ربيعة جلطي[8] (مواليد 1954)، شاعرة وروائية تكتب باللغة العربية

### ز
- زهور ونيسي[9] (مواليد 1936)، كاتبة قصص قصيرة باللغة العربية، محررة مجلة، وسياسية

### س
- سليمة غزالي (مواليد 1958)، صحفية [10]وناشطة في مجال حقوق المرأة
- سميرة بليل[11] (1972–2004)، ناشطة نسوية فرنسية جزائرية الأصل، مؤلفة كتاب"جحيم في المنعطفات"
- سميرة نقروش[12] (مواليد 1980)، طبيبة، شاعرة

### ط
- طاووس عمروش[13] (1913-1976)، روائية ومغنية وأول امرأة جزائرية تنشر رواية

### ع
- عائشة لامسين[14] (مواليد 1942)، كاتبة باللغة الفرنسية وناشطة في مجال حقوق المرأة

### ف
- فاطمة آيت منصور عمروش[15] (1882–1967)، كاتبة سيرة ذاتية
- فاطمة جالير[16] (1944–2020)، كاتبة مسرحية وقصة قصيرة فرنسية جزائرية
- فاطمة زهرة زعموم[17] (مواليد 1967)، كاتبة، مخرجة أفلام، ومعلمة
- فضيلة الفاروق[18] (مواليد 1967)، صحفية وروائية

### ك
- كورين شوفالييه[19] (مواليد 1935)، مؤرخة، روائية

### ل
- لطيفة بن منصور[20] (مواليد 1950)، روائية، كاتبة مسرحية، كاتبة قصص قصيرة
- ليلى اوشال[21] (1936-2013)، كاتبة جزائرية من أصل فرنسي، وكاتبة سيرة ذاتية
- ليلى سيبار[22] (مواليد 1941)، روائية، وكاتبة مقالات، وكاتبة رحلات، وناقدة، وكاتبة قصص قصيرة، ومعلمة
- ليلى مروان[23] (مواليد 1960)، صحفية وكاتبة إبداعية
- ليندا شويتن[24] (منذ عام 2012)، معلمة وكاتبة باللغة الفرنسية

### م
- ماريس فولينسكي[25] (1943–2021)، صحفية وروائية فرنسية من أصل جزائري
- ماري كاردينال[26] (1929-2001)، ممثلة سينمائية وروائية من أكثر الكاتبات مبيعًا
- مريم بن[27] (1928–2001)، ناشطة، روائية، شاعرة، ورسامة.
- مليكة مقدم[28] (مواليد 1949)، كاتبة جزائرية
- ميساء باي[29] (مواليد 1950)، معلمة، كاتبة قصص قصيرة، روائية
- ميمي حفيظة[30] (مواليد 1965)، شاعرة، صحفية، فنانة تشكيلية

### ن
- نورا أسفال[31](مواليد 1953)، كاتبة قصص شعبية
- نصيرة بلولة[32] (مواليد 1961)، صحفية نسوية، روائية، شاعرة، تكتب باللغة الفرنسية
- نورية بن غبريط-رمعون[33] (مواليد 1952)، عالمة اجتماع، وسياسية، وكاتبة غير روائية

### هــ
- هيلين سيكسوس[34] (مواليد 1937)، معلمة، روائية، شاعرة، كاتبة مسرحية، فيلسوفة، ناقدة، كاتبة نسوية

### و
- وسيلة تامزالي[35] (مواليد 1941)، محامية وكاتبة نسوية غير روائية

### ي
- يمينة بشير[36] (1954–2022)، كاتبة سيناريو ومخرجة أفلام